# Villa Torlonia (Frascati)

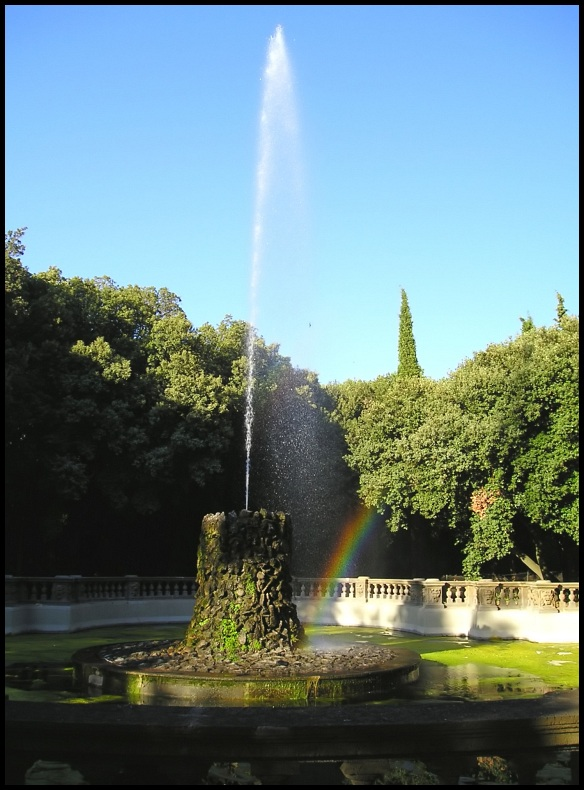
Fonte de cima, nos jardins da Villa Torlonia em Frascati.

A Villa Torlonia em Frascati foi um palácio italiano da família Torlonia. Ficava situado em Frascati, na Província de Roma, região do Lácio.
A terra onde a villa foi construída pertencia originalmente à Abadia de Grottaferrata, a qual o doou, em 1563, a Annibale Caro. O novo proprietário encomendou uma pequena villa onde passou os últimos dias da sua vida a traduzir a Eneida. Para a realização das obras chamou o arquitecto Nanni di Baccio Bigio, o qual seguiu as várias realizações ao longo de muitos anos.
Em 1579, Beatrice Cenci comprou a villa aos herdeiros de Caro, a qual passou, em 1596, para a posse do Cardeal Tolomeo Galli, Secretário de Estado do Papa Gregório XIII, o qual encomendou a primeira ampliação.
Em 1606, o Cardeal Scipione Borghese, sobrinho do Papa Paulo V, que procurava em Frascati uma villa digna de hospedar o novo pontífice e que não ficasse atrás da magnífica Villa Aldobrandini, pertencente à família com o mesmo nome. Os Borghese empregaram para as obras de ampliação e de embelezamento o arquitecto Flaminio Ponzo. Os trabalhos de canalização usados para alimentar as fontes dos jardins e o espectacular Teatro de Água, com um lanço de degraus de água, data do período compreendido entre 1607 e 1625, desenhado e dirigido por Girolamo Fontana, Carlo Maderno e Flaminio Ponzo, e completado na base com uma grande parede de retenção com nichos e fontes. 
Posteriormente, por 34.000 escudos, a villa foi adquirida pelo Duque de Gallese, Giovanni Angelo Altemps, que a cedeu ao Cardeal Ludovico Ludovisi, sobrinho do Papa Gregório XV. O papa Ludovisi tinha uma predilecção por esta villa, onde passava muito do seu tempo livre. A família Ludovisi chamou Carlo Maderno, o mais importante arquitecto da época, para trabalhar nas adaptações do núcleo mais antigo do palácio; em 1622, todas as recordações presentes na villa, cerca de 50 peças, foram transferidas para a Villa Ludovisi de Roma, mais tarde transformada em museu romano. 
Em 1661, a villa foi adquirida por Pompeo Colonna, passando por herança para Lucrezia Colonna que a deu, em 1680, a Giuseppe Lotario Conti. 
A família Conti vendeu a villa à família Cesarini-Sforza que, em 1841, a passou, por fim, à família Torlonia. Durante a Era Napoleónica, os Torlonias, beneficiados pelas dificuldades da Santa Sé, tinham acumulado uma fortuna através de transacções especulativas. Além disso, adquiriram títulos e redimiram a sua origem plebeia.
Todas estas personagens e famílias possuiam, no seu tempo, grandes fortunas, tendo realizado as obras de extraordinária beleza que o sítio merecia e que ainda hoje são admiráveis. 

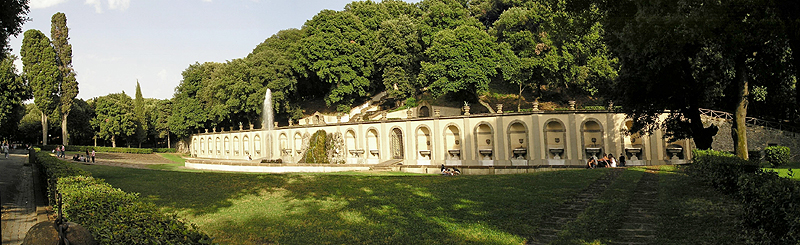
Teatro de Água, nos jardins da Villa Torlonia em Frascati, por Carlo Maderno, 1607-1625.

Os grandes jardins barrocos aterraçados e as suas fontes serviram de inspiração para algumas aguarelas do pintor norte-americano John Singer Sargent, além de servirem de tema para outros pintores. 
A velha villa foi quase completamente destruída no dia 8 de Setembro de 1943, quando Frascati foi bombardeada, ao ponto de ser demolida e construído no seu lugar um edifício residencial. Durante a Segunda Guerra Mundial, o palácio alojou o tribunal marcial e um destacamento dos SS. Por esse motivo, numerosos partidários trazidos dos Castelli Romani, na área das Colinas Albanas, foram transferidos para ali e executados.
Em 1954, o Duque Andrea Torlonia fez uma troca de propriedades com o município de Frascati, entre os Jardins da Villa Torlonia e a Tenuta Quadrato ("Herdade Quadrato"). Actualmente, os jardins formam um parque público.

## Nota
1. ↑  Em 1896, o Príncipe Leopoldo Torlonia colocou uma pedra memorial para relembrar este evento.
2. ↑  Robert W. Berger, "Garden Cascades in Italy and France, 1565-1665" The Journal of the Society of Architectural Historians 33.4 (Dezembro de 1974), pp. 304-322.